# Список астероїдів (149401—149500)
| Назва              | Тимчасове позначення | Дата відкриття  | Місце відкриття           | Відкривач  |
| ------------------ | -------------------- | --------------- | ------------------------- | ---------- |
| (149401) 2003 AH50 | 2003 AH50            | 5 січня 2003    | Сокорро (Нью-Мексико)     | LINEAR     |
| (149402) 2003 AE53 | 2003 AE53            | 5 січня 2003    | Сокорро (Нью-Мексико)     | LINEAR     |
| (149403) 2003 AU54 | 2003 AU54            | 5 січня 2003    | Станція Андерсон-Меса     | LONEOS     |
| (149404) 2003 AL55 | 2003 AL55            | 5 січня 2003    | Сокорро (Нью-Мексико)     | LINEAR     |
| (149405) 2003 AD57 | 2003 AD57            | 5 січня 2003    | Сокорро (Нью-Мексико)     | LINEAR     |
| (149406) 2003 AM57 | 2003 AM57            | 5 січня 2003    | Сокорро (Нью-Мексико)     | LINEAR     |
| (149407) 2003 AO58 | 2003 AO58            | 5 січня 2003    | Сокорро (Нью-Мексико)     | LINEAR     |
| (149408) 2003 AY59 | 2003 AY59            | 5 січня 2003    | Сокорро (Нью-Мексико)     | LINEAR     |
| (149409) 2003 AF60 | 2003 AF60            | 5 січня 2003    | Сокорро (Нью-Мексико)     | LINEAR     |
| (149410) 2003 AZ61 | 2003 AZ61            | 7 січня 2003    | Сокорро (Нью-Мексико)     | LINEAR     |
| (149411) 2003 AB67 | 2003 AB67            | 7 січня 2003    | Сокорро (Нью-Мексико)     | LINEAR     |
| (149412) 2003 AA74 | 2003 AA74            | 10 січня 2003   | Сокорро (Нью-Мексико)     | LINEAR     |
| (149413) 2003 AN92 | 2003 AN92            | 8 січня 2003    | Сокорро (Нью-Мексико)     | LINEAR     |
| (149414) 2003 BH1  | 2003 BH1             | 25 січня 2003   | Станція Андерсон-Меса     | LONEOS     |
| (149415) 2003 BM8  | 2003 BM8             | 26 січня 2003   | Станція Андерсон-Меса     | LONEOS     |
| (149416) 2003 BM11 | 2003 BM11            | 26 січня 2003   | Станція Андерсон-Меса     | LONEOS     |
| (149417) 2003 BU11 | 2003 BU11            | 26 січня 2003   | Станція Андерсон-Меса     | LONEOS     |
| (149418) 2003 BD14 | 2003 BD14            | 26 січня 2003   | Паломарська обсерваторія  | NEAT       |
| (149419) 2003 BV17 | 2003 BV17            | 27 січня 2003   | Сокорро (Нью-Мексико)     | LINEAR     |
| (149420) 2003 BC18 | 2003 BC18            | 27 січня 2003   | Сокорро (Нью-Мексико)     | LINEAR     |
| (149421) 2003 BS18 | 2003 BS18            | 27 січня 2003   | Паломарська обсерваторія  | NEAT       |
| (149422) 2003 BA20 | 2003 BA20            | 26 січня 2003   | Обсерваторія Галеакала    | NEAT       |
| (149423) 2003 BU20 | 2003 BU20            | 27 січня 2003   | Обсерваторія Галеакала    | NEAT       |
| (149424) 2003 BT22 | 2003 BT22            | 25 січня 2003   | Паломарська обсерваторія  | NEAT       |
| (149425) 2003 BF27 | 2003 BF27            | 26 січня 2003   | Станція Андерсон-Меса     | LONEOS     |
| (149426) 2003 BN39 | 2003 BN39            | 27 січня 2003   | Сокорро (Нью-Мексико)     | LINEAR     |
| (149427) 2003 BN43 | 2003 BN43            | 27 січня 2003   | Сокорро (Нью-Мексико)     | LINEAR     |
| (149428) 2003 BM45 | 2003 BM45            | 29 січня 2003   | Паломарська обсерваторія  | NEAT       |
| (149429) 2003 BF48 | 2003 BF48            | 27 січня 2003   | Станція Андерсон-Меса     | LONEOS     |
| (149430) 2003 BH52 | 2003 BH52            | 27 січня 2003   | Сокорро (Нью-Мексико)     | LINEAR     |
| (149431) 2003 BK52 | 2003 BK52            | 27 січня 2003   | Сокорро (Нью-Мексико)     | LINEAR     |
| (149432) 2003 BU58 | 2003 BU58            | 27 січня 2003   | Сокорро (Нью-Мексико)     | LINEAR     |
| (149433) 2003 BL66 | 2003 BL66            | 30 січня 2003   | Станція Андерсон-Меса     | LONEOS     |
| (149434) 2003 BM70 | 2003 BM70            | 30 січня 2003   | Обсерваторія Кітт-Пік     | Spacewatch |
| (149435) 2003 BU72 | 2003 BU72            | 28 січня 2003   | Паломарська обсерваторія  | NEAT       |
| (149436) 2003 BL74 | 2003 BL74            | 29 січня 2003   | Паломарська обсерваторія  | NEAT       |
| (149437) 2003 BW76 | 2003 BW76            | 29 січня 2003   | Паломарська обсерваторія  | NEAT       |
| (149438) 2003 BV77 | 2003 BV77            | 30 січня 2003   | Станція Андерсон-Меса     | LONEOS     |
| (149439) 2003 BW81 | 2003 BW81            | 31 січня 2003   | Сокорро (Нью-Мексико)     | LINEAR     |
| (149440) 2003 BD82 | 2003 BD82            | 30 січня 2003   | Станція Андерсон-Меса     | LONEOS     |
| (149441) 2003 BO87 | 2003 BO87            | 26 січня 2003   | Станція Андерсон-Меса     | LONEOS     |
| (149442) 2003 BE89 | 2003 BE89            | 28 січня 2003   | Обсерваторія Кітт-Пік     | Spacewatch |
| (149443) 2003 BZ89 | 2003 BZ89            | 28 січня 2003   | Сокорро (Нью-Мексико)     | LINEAR     |
| (149444) 2003 CP2  | 2003 CP2             | 2 лютого 2003   | Сокорро (Нью-Мексико)     | LINEAR     |
| (149445) 2003 CQ5  | 2003 CQ5             | 1 лютого 2003   | Сокорро (Нью-Мексико)     | LINEAR     |
| (149446) 2003 CC6  | 2003 CC6             | 1 лютого 2003   | Сокорро (Нью-Мексико)     | LINEAR     |
| (149447) 2003 CR7  | 2003 CR7             | 1 лютого 2003   | Сокорро (Нью-Мексико)     | LINEAR     |
| (149448) 2003 CJ9  | 2003 CJ9             | 2 лютого 2003   | Сокорро (Нью-Мексико)     | LINEAR     |
| (149449) 2003 CE10 | 2003 CE10            | 2 лютого 2003   | Обсерваторія Галеакала    | NEAT       |
| (149450) 2003 CE14 | 2003 CE14            | 6 лютого 2003   | Обсерваторія Столова Гора | Дж. Янґ    |
| (149451) 2003 CF14 | 2003 CF14            | 4 лютого 2003   | Обсерваторія Галеакала    | NEAT       |
| (149452) 2003 CM17 | 2003 CM17            | 8 лютого 2003   | Обсерваторія Галеакала    | NEAT       |
| (149453) 2003 CW21 | 2003 CW21            | 3 лютого 2003   | Сокорро (Нью-Мексико)     | LINEAR     |
| (149454) 2003 DC   | 2003 DC              | 19 лютого 2003  | Паломарська обсерваторія  | NEAT       |
| (149455) 2003 DX11 | 2003 DX11            | 25 лютого 2003  | Станція Кампо Імператоре  | CINEOS     |
| (149456) 2003 DA13 | 2003 DA13            | 26 лютого 2003  | Станція Кампо Імператоре  | CINEOS     |
| (149457) 2003 DS13 | 2003 DS13            | 25 лютого 2003  | Обсерваторія Галеакала    | NEAT       |
| (149458) 2003 DM15 | 2003 DM15            | 26 лютого 2003  | Обсерваторія Галеакала    | NEAT       |
| (149459) 2003 DC20 | 2003 DC20            | 22 лютого 2003  | Паломарська обсерваторія  | NEAT       |
| (149460) 2003 DY20 | 2003 DY20            | 22 лютого 2003  | Паломарська обсерваторія  | NEAT       |
| (149461) 2003 DQ21 | 2003 DQ21            | 23 лютого 2003  | Станція Андерсон-Меса     | LONEOS     |
| (149462) 2003 DO24 | 2003 DO24            | 22 лютого 2003  | Паломарська обсерваторія  | NEAT       |
| (149463) 2003 EV4  | 2003 EV4             | 6 березня 2003  | Сокорро (Нью-Мексико)     | LINEAR     |
| (149464) 2003 EP7  | 2003 EP7             | 6 березня 2003  | Станція Андерсон-Меса     | LONEOS     |
| (149465) 2003 EC8  | 2003 EC8             | 6 березня 2003  | Станція Андерсон-Меса     | LONEOS     |
| (149466) 2003 EP8  | 2003 EP8             | 6 березня 2003  | Станція Андерсон-Меса     | LONEOS     |
| (149467) 2003 EV8  | 2003 EV8             | 6 березня 2003  | Сокорро (Нью-Мексико)     | LINEAR     |
| (149468) 2003 EO10 | 2003 EO10            | 6 березня 2003  | Сокорро (Нью-Мексико)     | LINEAR     |
| (149469) 2003 EL12 | 2003 EL12            | 6 березня 2003  | Сокорро (Нью-Мексико)     | LINEAR     |
| (149470) 2003 EU12 | 2003 EU12            | 6 березня 2003  | Сокорро (Нью-Мексико)     | LINEAR     |
| (149471) 2003 EF13 | 2003 EF13            | 6 березня 2003  | Паломарська обсерваторія  | NEAT       |
| (149472) 2003 EA14 | 2003 EA14            | 6 березня 2003  | Паломарська обсерваторія  | NEAT       |
| (149473) 2003 EO15 | 2003 EO15            | 7 березня 2003  | Сокорро (Нью-Мексико)     | LINEAR     |
| (149474) 2003 EA20 | 2003 EA20            | 6 березня 2003  | Станція Андерсон-Меса     | LONEOS     |
| (149475) 2003 EX21 | 2003 EX21            | 6 березня 2003  | Сокорро (Нью-Мексико)     | LINEAR     |
| (149476) 2003 EK23 | 2003 EK23            | 6 березня 2003  | Сокорро (Нью-Мексико)     | LINEAR     |
| (149477) 2003 EL24 | 2003 EL24            | 6 березня 2003  | Сокорро (Нью-Мексико)     | LINEAR     |
| (149478) 2003 EQ24 | 2003 EQ24            | 6 березня 2003  | Сокорро (Нью-Мексико)     | LINEAR     |
| (149479) 2003 ER25 | 2003 ER25            | 6 березня 2003  | Станція Андерсон-Меса     | LONEOS     |
| (149480) 2003 EG29 | 2003 EG29            | 6 березня 2003  | Сокорро (Нью-Мексико)     | LINEAR     |
| (149481) 2003 EC35 | 2003 EC35            | 7 березня 2003  | Сокорро (Нью-Мексико)     | LINEAR     |
| (149482) 2003 EA36 | 2003 EA36            | 7 березня 2003  | Станція Андерсон-Меса     | LONEOS     |
| (149483) 2003 EN36 | 2003 EN36            | 7 березня 2003  | Станція Андерсон-Меса     | LONEOS     |
| (149484) 2003 EP36 | 2003 EP36            | 7 березня 2003  | Станція Андерсон-Меса     | LONEOS     |
| (149485) 2003 EB37 | 2003 EB37            | 8 березня 2003  | Станція Андерсон-Меса     | LONEOS     |
| (149486) 2003 EM37 | 2003 EM37            | 8 березня 2003  | Станція Андерсон-Меса     | LONEOS     |
| (149487) 2003 EU37 | 2003 EU37            | 8 березня 2003  | Станція Андерсон-Меса     | LONEOS     |
| (149488) 2003 EJ38 | 2003 EJ38            | 8 березня 2003  | Станція Андерсон-Меса     | LONEOS     |
| (149489) 2003 EG45 | 2003 EG45            | 7 березня 2003  | Сокорро (Нью-Мексико)     | LINEAR     |
| (149490) 2003 EB47 | 2003 EB47            | 8 березня 2003  | Станція Андерсон-Меса     | LONEOS     |
| (149491) 2003 EC48 | 2003 EC48            | 9 березня 2003  | Станція Андерсон-Меса     | LONEOS     |
| (149492) 2003 EK48 | 2003 EK48            | 9 березня 2003  | Сокорро (Нью-Мексико)     | LINEAR     |
| (149493) 2003 EK49 | 2003 EK49            | 10 березня 2003 | Станція Андерсон-Меса     | LONEOS     |
| (149494) 2003 ET49 | 2003 ET49            | 10 березня 2003 | Паломарська обсерваторія  | NEAT       |
| (149495) 2003 EE58 | 2003 EE58            | 9 березня 2003  | Паломарська обсерваторія  | NEAT       |
| (149496) 2003 EJ60 | 2003 EJ60            | 9 березня 2003  | Сокорро (Нью-Мексико)     | LINEAR     |
| (149497) 2003 FJ9  | 2003 FJ9             | 23 березня 2003 | Обсерваторія Кітт-Пік     | Spacewatch |
| (149498) 2003 FZ11 | 2003 FZ11            | 23 березня 2003 | Обсерваторія Кітт-Пік     | Spacewatch |
| (149499) 2003 FP16 | 2003 FP16            | 23 березня 2003 | Обсерваторія Галеакала    | NEAT       |
| (149500) 2003 FP17 | 2003 FP17            | 24 березня 2003 | Обсерваторія Кітт-Пік     | Spacewatch |